# Bobby Isaac
Statistiques en NASCAR Cup Series
Dernière mise à jour : 17 décembre 2016 
Bobby Isaac est un pilote américain de NASCAR né le 1er août 1932 et mort le 14 août 1977.

## Carrière
Sacré champion Grand National en 1970, il est victime d'une crise cardiaque lors d'une course sur l'ovale de Hickory en 1977. En 15 saisons de participation, il totalise 37 victoires et 170 top 10.